# Vîșneve, Sofiivka
Vîșneve (în ucraineană Вишневе) este un sat în comuna Kameanka din raionul Sofiivka, regiunea Dnipropetrovsk, Ucraina.

## Demografie
Componența lingvistică a localității Vîșneve
     Ucraineană (94,31%)
     Rusă (5,22%)
     Alte limbi (0,48%)
Conform recensământului din 2001, majoritatea populației localității Vîșneve era vorbitoare de ucraineană (94,31%), existând în minoritate și vorbitori de rusă (5,22%).